# Vehículo de ingenieros
Un Vehículo de Recuperación/Blindado de Ingenieros es un blindado de uso militar, creado sobre la base de cascos de vehículos de combate dañados y/o fuera de uso; como forma de reaprovecharlos, que permiten a los ingenieros militares el rescatar otros vehículos del campo de batalla.

## Historia

### Inicios
Desde la 2a Guerra Mundial, la guerra de blindados se fue haciendo cada vez más compleja. Tras la aparición del carro de combate en las batallas, y las nuevas situaciones que de su operación devenían, se concibieron tareas cada vez más especializadas para sus funciones, y a su vez nuevas condiciones operativas, como los "atascamientos", "empantanamientos", y las terribles consecuencias del impacto de las municiones (aún en desarrollo), hicieron que se pensara en el desarrollo de vehículos auxiliares, como los de reaprovisionamiento, los de reparaciones, y así; los "zapadores" de los cuerpos de ingenieros y estos mismos pidieron el desarrollo de un vehículo capaz de ayudar en la construcción de fortificaciones, abrir el paso a otros blindados, y el que les ayudase a transportar sus herramientas al frente de combate.
Fue así que, desde los cascos ya en desuso o muy dañados de otros blindados, se empiezan a construir los primeros Vehículos de ingenieros.
En sus inicios eran vehículos que estaban muy poco modificados, solo se les retiraba la torreta, y en vez de ésta se instalaban grúas de elevación, muy pocas de estas eran capaces de soportar los grandes esfuerzos y pesos de los blindados, por lo que se pensó en el desarrollo de grúas capaces de tirar de los pesos excesivos de un blindado.
Los alemanes con el Bergetiger dieron los primeros pasos, luego los rusos, con cascos de blindados enemigos capturados, y luego con chasis de sus carros de combate T-34 se hacen los émulos de sus similares alemanes con resultados más que satisfactorios.

### Especialización: la escisión entre Vehículo de Rescate y de Ingenieros
Luego de que su ampliamente valorada capacidad de vadeo y remolque fuera puesta a prueba y excedida, los ingenieros militares pedían un blindado con las bondades de un carro de combate, pero específicamente asignado para los fines de la ingeniería militar, razón por la cual los vehículos de rescate que se empezaron a producir ya lleven herramientas específicas para las demandas de construcción, como brazos excavadores, grúas pivotantes, palas frontales; aparte de algún armamento para la defensa antiaérea/antipersonal en su interior.

### Actualidad
En el presente, tanto vehículos de ingenieros como vehículos de salvamento comparten raíces similares, pero sus funciones aunque complementarias, son muy diferentes en el campo de batalla.
A uno le corresponde el preparar terrenos llenos de obstáculos para su cruce, al otro le toca remolcar a los vehículos varados, pero en esencia su tarea es la misma: ayudar a los ingenieros militares a resolver sus tareas "pesadas" de la manera más sencilla y fácil, dotando a los ingenieros de las herramientas necesarias para sus labores, ya sea en paz o en guerra.

## Ejemplos por país

### Alemania
Segunda Guerra Mundial

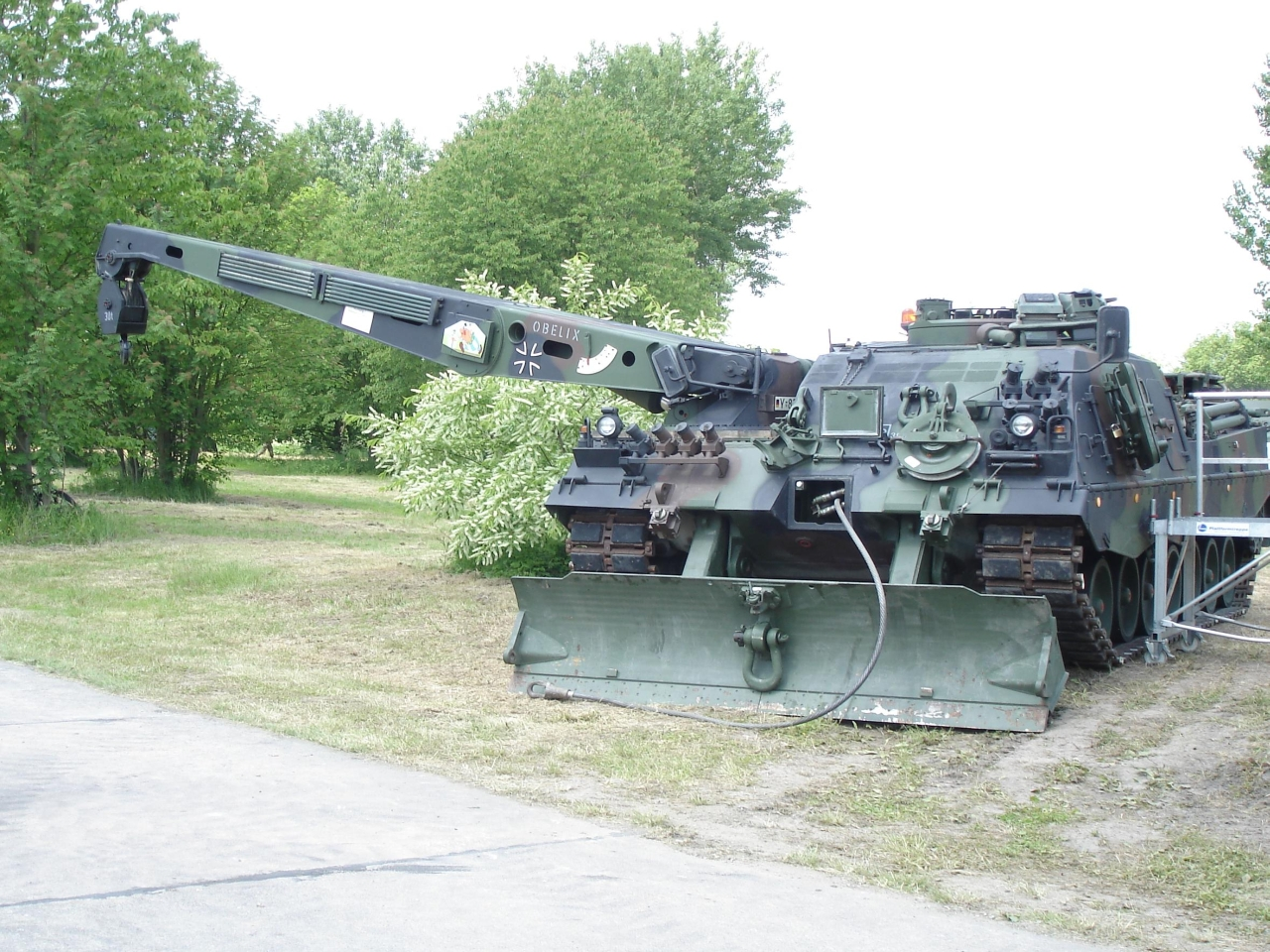
BPz3 "Büffel" del Ejército Alemán.

- Bergepanzer III - Construido sobre el chasis del PzKpfw III.
- Bergepanzer IV - Construido sobre el chasis del PzKpfw IV.
- Bergepanther (SdKfz 179) - Construido sobre el chasis del PzKpfw V Panther, se produjeron alrededor de 347 unidades entre 1943 y 1945.
- Bergepanzer 38(t) - Construido sobre el chasis del Jagdpanzer 38, se produjeron 170 unidades entre 1944 y 1945.
- Bergepanzer T-34 - Construido sobre el chasis del T-34 capturado y sus variantes.

Modernos
- Bergepanzer M74 - Designación alemana para el M74 Armored Recovery Vehicle, a su vez construido sobre el chasis del M4 Sherman. Fueron los primeros VRsO/VRB del Bundeswehr de la Alemania Occidental, 300 usados entre 1956 hasta 1960.
- Bergepanzer 1 - Construido sobre el chasis del M88 Armored Recovery Vehicle, los primeros 125 entraron al servicio en 1962 y en 1985 los programas de modernización les reemplazaron el motor a gasolina por un motor de combustible diésel, mejorando además el sistema de montacargas.
- Bergepanzer 2 - Construido sobre el chasis del Leopard 1. Utilizados mayoritariamente por las Fuerzas militares de Canadá desde 1990 como el Taurus ARV.
- Bergepanzer 3 "Büffel" - Construido sobre el chasis del Leopard 2.[2]
- Bergepanzer Wisent - Modificaciones extremas sobre un Bergepanzer 2. Dicha actualización fue llevada a cabo por Flensburger Fahrzeugbau para soportar las futuras demandas de un campo de batalla del futuro. Optimizado para dar apoyo a los carros de combate Leopard 1 y Leopard 2.
- Bergepanzer Wisent 2  - Hecho sobre la base de un Leopard 2. Será el sucesor del Wisent. Construido por Flensburger Fahrzeugbau.[3]

### Austria
Modernos
- 4KH7FA-AVE Basado en el chasis de un SK-105.[4]

### Canadá
2a Guerra Mundial

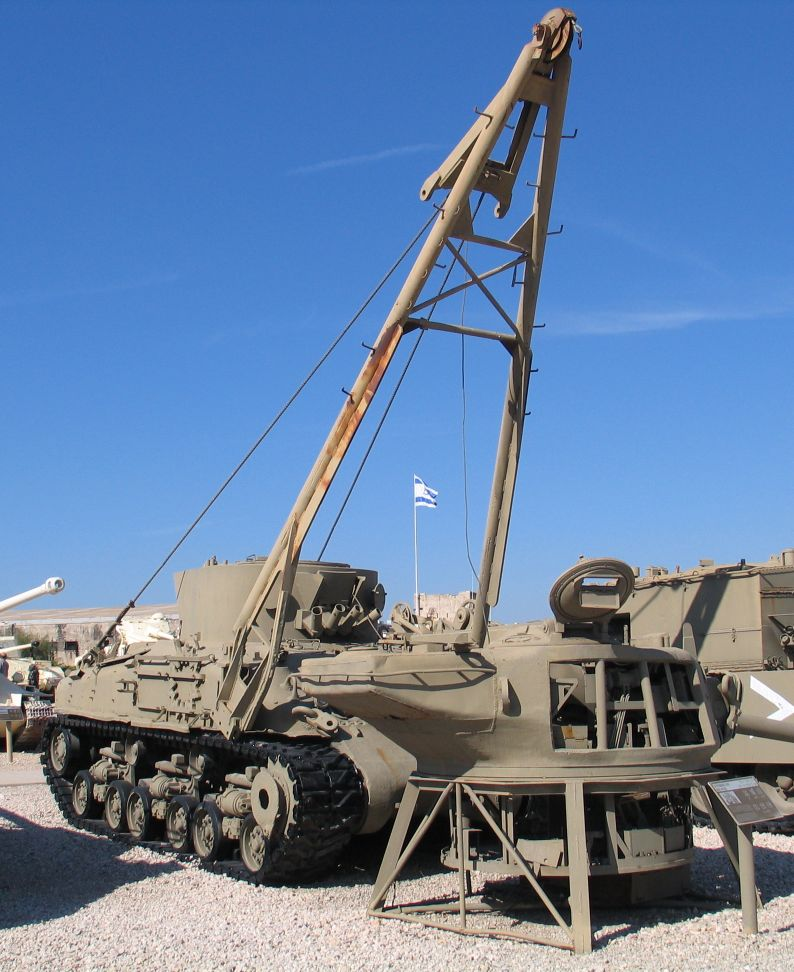
M32 TRV in Yad La-Shiryon Museum, Israel.

- Ram ARV - Usado durante la 2a Guerra Mundial.

Modernos
- Bergepanzer 2 - Construidos sobre el chasis de un Leopard 1. Usados mayoritariamente por las Fuerzas militares de Canadá desde 1990 como el Taurus ARV.

### Checoslovaquia
- VT-34 ARV (Construidos sobre el chasis del T-34)
- VT-55A ARV (Construidos sobre el chasis del T-55)
- VT-72B/ARV111 (Construidos sobre el chasis del T-72) - (Desde 1987 hasta 1989)
- VPV (Construidos sobre el chasis del BVP-1) - (Desde 1985 hasta 1989)

### Francia
- Vehículo de Recuperación M32 - basado en el chasis de un tanque norteamericano Sherman (desde 1944 hasta 1954)
- Vehículo de Recuperación M74 (1954–1975)
- AMX-30D desde 1973 hasta 1996.
- Leclerc MARS, basado en el chasis de un Leclerc

### Estados Unidos
- M31 Tank Recovery Vehicle - basado en el chasis de un M3 Lee.
- M32 Tank Recovery Vehicle, o M32 TRV, basado en el chasis de un Sherman. La torreta ha sido reemplazada por una superestructura en forma de "A", con una grúa de capacidad de carga de hasta 60 000 lb (27 215,5 kg), un marco pivotante de génova instalado de 18 pies (5,5 m) de altura. Un mortero de 81 mm servía solo como un generador de pantallas de humo, e iba montado en el casco.
  - M32B1 - M32 convertidos de los M4A1 rescatados (algunos convertidos a tractores de artillería M34).
    - M32A1B1 - M32B1s con el afuste HVSS, luego le retiraron el mortero de 81 mm, y le incorporaron otra clase de mejoras.

  - M32B2 - M32 convertidos de los M4A2 rescatados.
  - M32B3  - M32 convertidos de los M4A3 rescatados.
    - M32A1B3 - M32B3 convertidos de los M32A1B1 estándar.

  - M32B4 - M32B3 convertidos de los M4A4 estándar.
- M74 Tank Recovery Vehicle - Actualización del M32 para proveerlo de la misma capacidad pero reteniendo algo de los tanques pesados de la posguerra, convertidos de los M4A3 HVSS rescatados. En apariencia el M74 es similar al M32, pero dotado de una grúa en forma de "A", una polea principal de arrastre, una auxiliar, y una de accionamiento manual. El M74 aparte tiene en su frontal palas de carga que se puede usar como soporte o para adosar una pala de buldózer frontal.
  - M74B1 - Similar al M74, pero proveniente de M32B3 convertidos.
- M578 Light Recovery Vehicle - basado en el chasis de un óbus autopropulsado M110.
- M88 Recovery Vehicle - basado en el chasis y algunas partes motrices de los componentes de los carros de combate M48 Patton/M60 Patton dados de baja/averiados.

### Israel

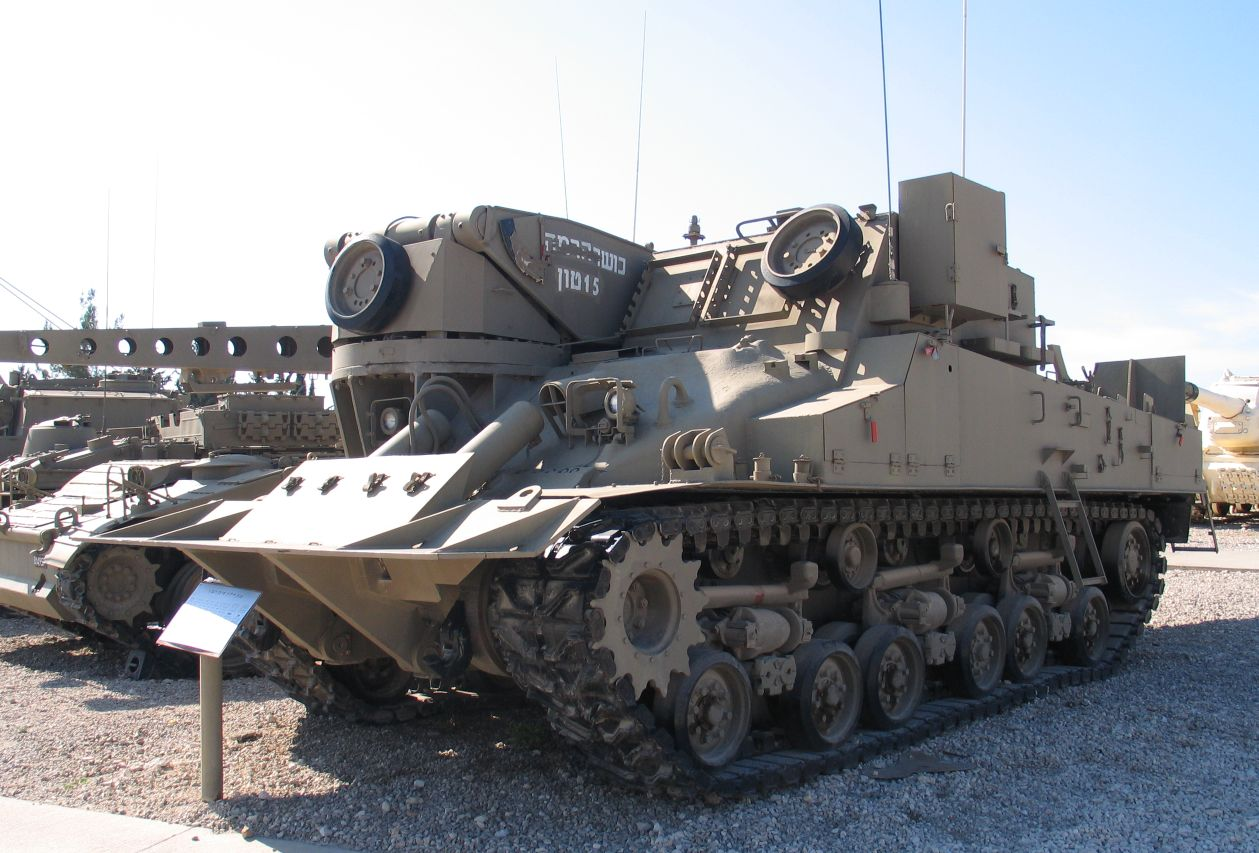
Trail Blazer, uno de los Primeros vehículos de ingenieros/de recuperación de Israel.

- Trail Blazer (Gordon) - Construido sobre el chasis de un Sherman, es uno de los primeros vehículos de recuperación/de ingenieros basados en el M4A1 equipados con el afuste HVSS de las IDF. Estaba dotado con una grande y solitaria pieza para el brazo de su grúa ( opuesto al marco en "A" del M32) aparte de unas palas grandes al frente y atrás del vehículo para asistir en las labores de cargue. Puede incluso arriar pesos de hasta 72 toneladas.
- "Techincal"/"Fitter" - Vehículos de recuperación modernos basados en el chasis de los M-113, con un afuste de grúa adaptado.
- Nemera - Vehículo de recuperación moderno basado en el chasis del Merkava. Varios prototipos han sido construidos pero nunca se desplegó en misión alguna en las FDI, ni se agrupó en cantidades elevadas en las FDI.
- El Vehículo de recuperación moderno en uso de la en las FDI es el Vehículo de Recuperación M88, el cual ha sido acompañado y asistido en su operar por un Buldózer blindado IDF Caterpillar D9R.

### Malasia
- WZT-4 - Construido por la firma polaca Bumar-Łabędy para Malasia, también usado por la India.

### México
- M32 Chenca (con chasis del Sherman) - En 1998, Napco International de Estados Unidos actualizó una decena de M32B1 TRV -basados en el chasis del M4 Sherman- y los transformó en vehículos de recuperación, dotándolos de motores diésel 8V-92-T de la Detroit Diesel (véase la entrada M32 de Estados Unidos).

### Polonia
- CW-34 - Construido sobre el chasis del T-34-85
- WPT-34 - Construido sobre el chasis del T-34, SU-85 y del SU-100.
- WZT-1 - Construido sobre el chasis del T-54 o del T-55.
- WZT-2 - Construido sobre el chasis del T-55.
- WZT-3 - Construido sobre el chasis del T-72M.
- WZT-4 - Construido sobre el chasis del PT-91M, producido únicamente para Malasia.
- WPT-TOPAS - Construido sobre el chasis del TOPAS.
- WPT-MORS - Construido sobre el chasis del MTLB.
- KWZT «MAMMOTH» - Vehículo sobre ruedas pesado para Evacuación y Rescate Técnico «MAMMOTH» - Construido sobre el chasis del camión Tatra T815 – 7Z0R9T 44 440 8x8.1R.

### Serbia/Yugoslavia

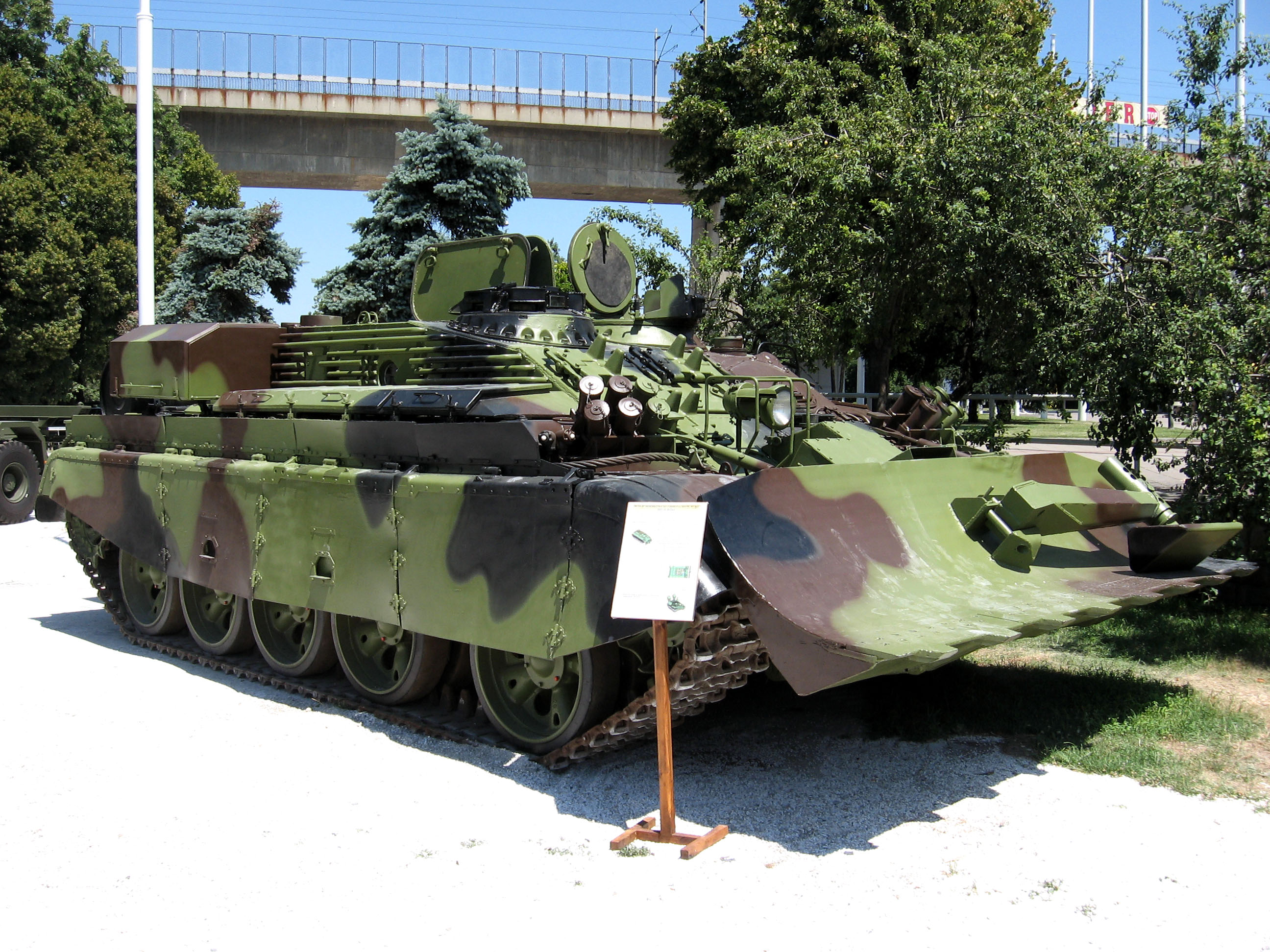
Un VIU-55 Munja.

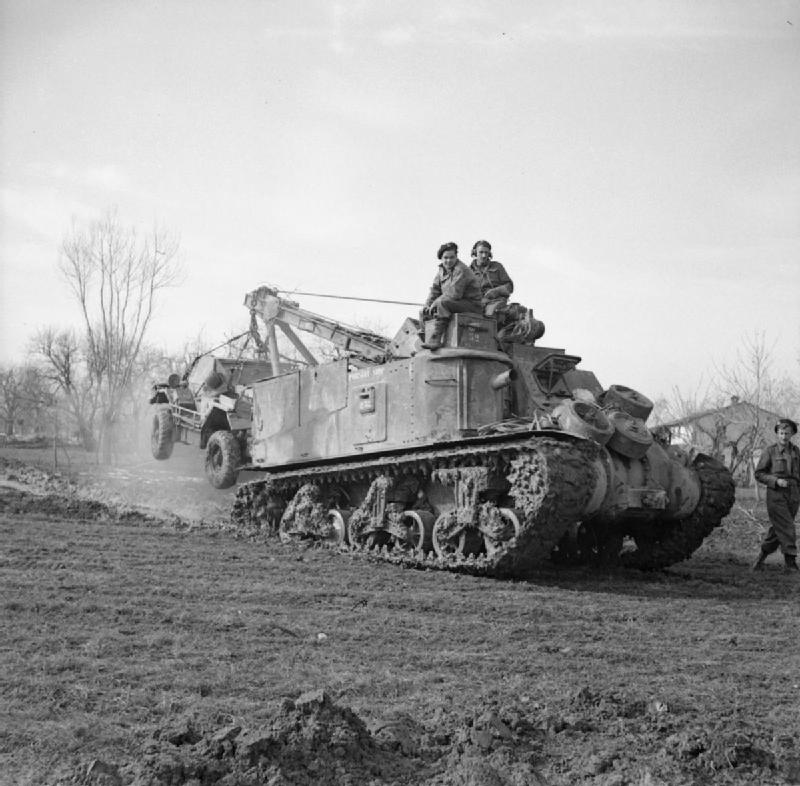
Vehículo de recuperación blindado Grant ARV

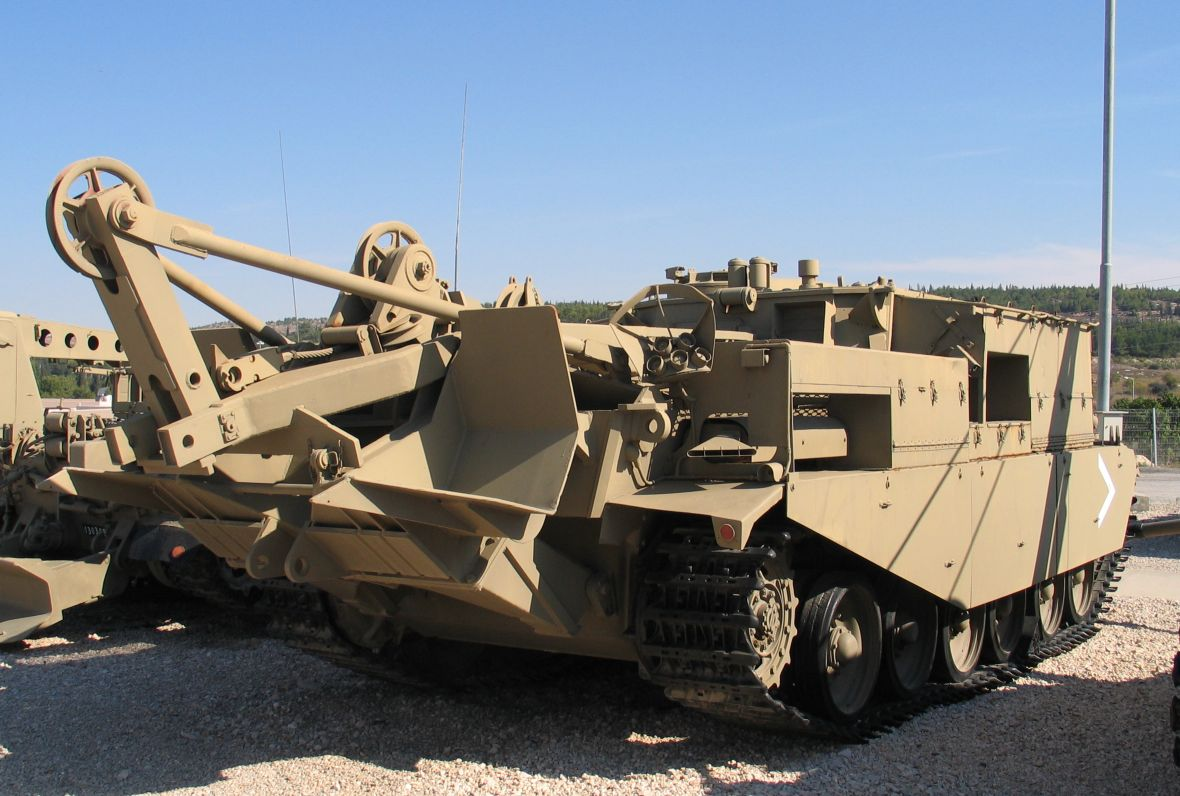
Vehículo de recuperación blindado Centurion MkII ARV

- M-84ABI - Un Vehículo de recuperación blindado basado en el carro de combate Yugoslavo/Serbio M-84.

- VIU-55 Munja

### Unión Soviética
- BTS-2 (Sobre el chasis de un T-54)
- BTS-4A (Sobre el chasis de un T-54)
- BREM-1 (Sobre el chasis de un T-72)
- BREM-2 (Sobre el chasis de un BMP-1)
- BREM-L (Sobre el chasis de un BMP-3)
- BREM-K (Sobre el chasis de un BTR-80)
- BREM-80U (Sobre el chasis de un T-80)

### Reino Unido
2a Guerra Mundial
- Cavalier ARV
- Churchill ARV
- Grant ARV
- Sherman III ARV I - Vehículo de Recuperación Blindado, resultante de la conversión de los Sherman III (M4A2), similares al "Sherman V ARV Mark I" y al "ARV Mark II", pero el Sherman II-ARV Mk. III es en realidad un M32B1-TRV (véase ARV's de Estados Unidos).

Modernos
- Centurión ARV
- FV220 Conqueror ARV
- Chieftain ARV
- FV434
- M578
- Challenger ARV
- FV106 Samson

BARV (2a Guerra Mundial a la actualidad)
- El BARV es un vehículo militar de soporte y apoyo británico. Su nombre viene de un acrónimo, (del inglés: "Beach Armoured Recovery Vehicle", "Vehículo Blindado de Recuperación para Playa"); y son construidos sobre la base de diferentes cascos de carros de combate como el Sherman M4A2, Grant M3A5, Centurion, y el Leopard 1A5.